# Paul Lowe
Paul Lowe é um ex-jogador profissional de futebol americano estadunidense.

## Carreira
Paul Lowe foi campeão da Super Bowl IV jogando pelo Kansas City Chiefs.